# Inversión inicial
Se denomina inversión inicial a la cantidad de dinero que es necesario invertir para poner en marcha un proyecto de negocio. 

## Generalidades
Generalmente cuando se proyecta un negocio, se debe realizar en primer lugar una inversión, con la cual se conseguirán aquellos recursos necesarios para mantener en funcionamiento dicho negocio. Se espera que luego de haber realizado esta inversión, en los períodos posteriores el negocio nos retorne una cantidad de dinero suficiente como para justificar la inversión inicial.
Antes de realizar la inversión inicial de un proyecto de negocio, se suele evaluar la factibilidad del mismo con diversos criterios definidos por las ciencias económicas. Tal vez los más conocidos sean la Tasa interna de retorno (TIR) y el Valor actual neto (VAN).
El VAN representa el equivalente actual, es decir, al día de hoy, de los flujos de cajas que tendrán lugar en períodos posteriores. Esta equivalencia se calcula mediante la aplicación de una tasa de interés. El TIR, es aquella tasa para la cual el VAN se hace cero. Es decir, es una manera de determinar cual es el interés de retorno a partir del cual ya no es conveniente la inversión.